# 블루밍턴 선더
| 블루밍턴 선더   |                                                                 |
| 설립연도        | 2011년 2013년 (SPHL 가입)                                       |
| 해체연도        | 2014년                                                          |
| 역사            | 블루밍턴 블레이즈 (2011년~2013년) 블루밍턴 선더 (2013년~2014년) |
| 경기장          | U.S. 셀룰러 콜리시엄                                            |
| 연고지          | 일리노이주 블루밍턴                                             |
| 상징색          | 보라, 검정, 은, 하양                                            |
| 구단주          |                                                                 |
| 단장            |                                                                 |
| 감독            |                                                                 |
| 정규시즌 우승   |                                                                 |
| 플레이오프 우승 |                                                                 |
| 영구 결번       |                                                                 |

블루밍턴 선더(Bloomington Thunder)는 미국 일리노이주 블루밍턴을 연고지로 하는 2013년부터 2014년까지 SPHL 소속되었던 아이스 하키팀이다.

## 역대 홈경기장
| 경기장               | 사용기간      | 수용인원 | 장소                | 비고 |
| -------------------- | ------------- | -------- | ------------------- | ---- |
| 블루밍턴 선더        |               |          |                     |      |
| U.S. 셀룰러 콜리시엄 | 2013년~2014년 | 7,000명  | 일리노이주 블루밍턴 | 빈칸 |

## 같이 보기
- 블루밍턴 프레러선더